# 동남 방언
동남 방언(東南方言)은 한반도의 동남부인 영남 지방에서 사용되는 한국어의 방언이다. 사용 지역은 옛 경상도의 행정 구역과 대체로 일치하며, 영남 방언(嶺南方言), 경상도 방언(慶尙道方言), 경상어(慶尙語)라고도 불린다.

## 음운
지역에 따라 약간의 차이는 있으나 일반적으로 단모음은 /i, e, ə, a, u, o/의 6개 모음 체계로 되어 있으며, 지역에 따라 7·8모음 체계가 나타나기도 한다. 다만 여기서 표준어에서의 /ㅓ/와 /ㅡ/는 /ㅓ/로, /ㅐ/와 /ㅔ/가 /ㅐ/ 하나로 합류되는데, /ㅓ/의 음성은 서울 방언과 달리 중설(中舌) 모음 [ə]이며 /ㅐ/는 젊은 세대의 서울 방언과 마찬가지로 [ɛ]와 [e]의 중간 소리이다. 연구자들은 이 중간 발음들을 각각 E와 ∃로 대체 표기하기도 한다.
|      | 서울 방언    | 동남 방언    |
| ---- | ------------ | ------------ |
| 언어 | /어너/ [ʌnʌ] | /어너/ [ənə] |
| 은어 | /으너/ [ɯnʌ] | /어너/ [ənə] |

일부 지역에서는 비모음(鼻母音)이 존재한다. 주로 [n], [ŋ]과 같은 비음(鼻音)이 [i]과 결합될 경우에 비모음이 된다.
- [aĩda] < 아니다

자음의 된소리 /ㅆ/이 없는 지역이 많다. 따라서 서울 방언의 ‘(도시락을) 샀다’와 ‘(도시락을) 쌌다’는 둘다 /샀다/로 발음된다.
이중 모음은 경북 방언과 경남 방언 사이에 다소 일반적 차이가 존재하는데, 경남 방언에서는 (ja, jə, ju, jo, je, wa, wə)의 7개 이중 모음이, 경북 방언에서는 (ja, jə, ju, jo, je, wi, we, wə, wa)의 9개 이중 모음이 나타나는 편이다. 그러나 '사과'가 /사가/에 가깝게 발음되는 등 반모음 /w/는 어두 이외의 위치나 /ㅏ/ 이외의 모음 앞에서는 거의 나타나지 않기도 한다.

### 활용
용언의 활용에서는 'ㄷ'불규칙·'ㅂ'불규칙·'ㅅ' 불규칙 활용을 모두 보인다. 다만 '듣다'의 경우 이 방언에서 'ㄷ' 규칙 활용을 보임은 특징적이다. 예: 듣다, 드드니 (들으니).
어말에 'ㄺ', 'ㄼ' 자음군을 가진 체언이나 용언 어간은 'ㄱ'이나 'ㅂ'을 탈락시켜 발음한다. 예: 흘 (흙), 발찌만 (밟지만), 널따 (넓다).

### 악센트
동남방언에 대표적으로 '가가가가'라는 문장을 보면 악센트가 존재하여 이것을 성조가 남아있다고 착각할 수 있으나 동남방언의 조어 '가'는 일본어의 탁음 'が'와 같이 낮은 음과 성대를 울리며 발음되는 유성음 특징을 보일 때가 있다. 그래서 예사소리 '가'와 유성음으로 발음되는 조어 '가' 발음에 악센트가 존재하듯이 들린다. 동남 방언에는 동부 방언의 특징인 악센트가 있어, 말의 높,낮음으로 단어의 뜻을 결정되는 단어들도 소수 존재한다. 예를 들면 ‘말이’에서 ‘말’을 높게 소리 내면 ‘동물의 말이’라는 뜻이 되고 ‘말’을 낮게 눌러서 소리 내면 ‘언어가’라는 뜻이 된다. 이것이 성조가 남아 있다고 잘못 알려져 있는 경우가 많은데  2가지의 높낮이 구분만 있어 이 강세 발음을 성조라고 하기엔 매우 힘들다는 의견이 대부분이며 동남 방언에 성조가 있었다는 문헌의 기록도 전혀 없다.
음성학적으로 성조와 악센트의 차이는 성조는 다수의 여러 다른 발음으로 단어 자체가 뜻이 달라지는 것이며 악센트하고는 큰 차이점이 있다. 동남 방언이 고유의 악센트가 있다고 하여 이것을 성조라고 보기에는 힘들며 위의 예에서 나온 "말" "눈"과 같은 단어는 매우 극소수이다. 높낮이인 강세, 약세로만 구분되어 있어 성조가 아닌 특유의 발음이라고 할 수 있다.

### 음운 변화
동남 방언에는 아래와 같은 특징적인 음운 변화가 있다.
전설 모음화(前舌母音化)를 널리 볼 수 있다. 모음 /ㅏ, ㅓ, ㅗ, ㅡ/가 /i/ 또는 /j/를 포함한 음절 직전에서 각각 /ㅐ, ㅐ, ㅐ, ㅣ/로 발음된다. 유사한 전설화 현상은 서울 방언에서도 볼 수 있다.
- /매키다/ < 막히다 cf. 서울 방언: /매키다/
- /매기다/ < 먹이다 cf. 서울 방언: /메기다/
- /앵기다/ < 옮기다 cf. 서울 방언: /웽기다/
- /지기다/ < 죽이다 cf. 서울 방언: /쥐기다/

어두에 위치한 연구개음 /ㄱ, ㅋ, ㄲ/은 모음 /i/ 또는 반모음 /j/ 앞에서 구개음화되어 /ㅈ, ㅊ, ㅉ/로 발음된다.
- /짐치/ < 김치
- /지럼/ < 기름

마찬가지로 어두에 위치한 성문음 /ㅎ/은 모음 /i/ 또는 반모음 /j/ 앞에서 구개음화되어 /ㅅ/으로 발음된다.
- /심/ < 힘
- /숭하다/ < 흉하다

어두에서 예사소리가 된소리로 발음되는 현상을 널리 볼 수 있다.
- /까자/ < 과자

'ㅓ'와 'ㅜ' 모음은 섞여서 많이 쓰이며, 'ㅕ'는 'ㅐ'로 발음되는 경향이 있다.
- /어무이 또는 어머이/ < 어머니
- /아부지 또는 아버지/ < 아버지
- /라맨/ < 라면
- /개럴/ < 겨를[暇]

여담으로, 경상도에서는 2와 e의 발음을 다르게 하는 경우가 많다. 2는 [이]로, e는 [ᅙᅵ]로 발음한다.

## 문법

### 체언
동남 방언에 특징적인 조사류는 다음과 같다.
- 주격: -이가 (표준어: -이)
  - 가심이가 아푸다.
- 대격: -로 (표준어: -을/-를)
  - 물로 묵고
- 여격: -인대 (표준어: -에게)
  - 이거 내인대 있던 거 아이가?
- 공동격: -캉 (표준어: 랑)
  - 내캉 같이 가자.

### 용언

#### 활용
용언 ‘-아-/-어-’형에서 양모음 어간의 경우라도 ‘-어-’가 붙을 수 있다.
- 받어- < 받아-

모음어간 용언의 ‘-아-/-어-’형에서는 표준어와 다른 축약형이 있을 수 있다.
- 비비- < 비벼-
- 도- < 줘-

표준어의 불규칙 용언 중 ㅂ 불규칙과 ㅅ 불규칙은 동남 방언에서 규칙 용언으로 나타난다.
- 더버- < 더워-
- 나사- < 나아-

한편 동남 방언에서는 동사 ‘묵다’(표준어: 먹다)가 다음과 같이 불규칙 용언으로 나타난다.
| 표준어 | 동남 방언 |
| ------ | --------- |
| 먹-    | 묵-       |
| 먹으면 | 묵우면    |
| 먹어서 | 묵읐서    |

#### 평서형
평서형에는 아래와 같은 형식들이 있다.
- -ㅁ니더/-심니더 (합쇼체)
- -내 (하게체)
- -ㄴ다/-넌다 (해라체)

서울 방언의 해요체에 해당되는 형식으로는 ‘-예’를 붙는 형식이 있다.
- 여기 있어예. (서울 방언: 여기 있어요.)
- 여기 있던대예. (서울 방언: 여기 있는데요.)

#### 의문형
의문형에는 다음과 같은 형식들이 있다.
- -ㅁ니꺼/-심니꺼 (합쇼체)
- -넌교/-(으)ㄴ교 (합쇼체)
- -넌가/-(으)ㄴ가 (하게체)
- -나 (해라체)

동남 방언 의문형의 최대 특징은 판단 의문과 의문사 의문이 형식을 달리한다는 점이다. 우선 의문의 대상이 체언인 경우 자음 'ㄱ'이 사용되며, 용언인 경우 'ㄴ'이 사용된다. 판단 의문의 경우에는 모음 ‘ㅏ’로 끝나는 형식이 사용되며 의문사 의문의 경우에는 ‘ㅗ’로 끝나는 형식이 사용된다.
|      | 판단 의문 | 의문사 의문 |
| ---- | --------- | ----------- |
| 체언 | -가       | -고         |
| 용언 | -나       | -노         |

- 여기가 너거 집이가?(체언에 대한 판단 의문)
- 이거는 어데 쓰는 물건이고?(체언에 대한 의문사 의문)
- 집에 가나?(용언에 대한 판단 의문)
- 어데 가노?(용언에 대한 의문사 의문)

따라서 의문사가 미지(未知)의 뜻이 아니라 불특정의 뜻으로 사용될 경우에는 의문사 의문형이 아니라 판단 의문형이 사용체된다. 서울 방언에서 구별이 되지 않는 형식이 동남 방언에서는 구별이 되는 것이다.
- 거기 누가 있나? (의문사가 불특정, 즉 ‘누군가’의 뜻. 판단 의문문)
- 거기 누가 있노? (의문사가 미지의 뜻. 의문사 의문문)

또 체언이 서술어가 될 경우에 해라체 의문형은 서울 방언과 달리 서술격 조사 ‘-이-’ 없이 의문형 어미 ‘-가/-고’가 직접 체언에 붙을 수 있다. 이 형식은 중세 한국어에서도 볼 수 있는 오래된 특징이다.
- 이건 니 책이가? (판단 의문문)
- 이건 누구 책이고? (의문사 의문문)

일부 지역(진주시 등)의 젋은층 사이에서는 '-네'가 의문형 어미로 쓰이기도 한다.
- 뭐라네? (타 경상도 지역: 뭐라카노?)
- 이거 안 하네? (타 경상도 지역: 이거 안 하나?)

#### 명령형, 청유형
명령형은 아래와 같은 형식들이다. ‘-거라’는 서울 방언에서 거의 사용되지 않는 형식이지만 동남 방언에서는 자주 쓰인다.
- -(으)시이소, -(으)이소 (합쇼체)
- -(아/어)라~-거라 (해라체)

청유형의 형식들은 다음과 같다.
- -(으)입시더 (합쇼체)
- -자 (해라체)

#### 부정형
불가능을 나타내는 서울 방언의 부정 부사 ‘못’에 해당되는 것으로 동남 방언에는 ‘몬’이 있다.
- 몬 하다, 몬 오다

#### 인용형
인용형을 만드는 어미는 ‘-꼬’(서울 방언: -고)이다. ‘-꼬’ 직후에 용언 ‘하다’가 올 때는 융합되어 ‘-카다’의 형식으로 나타난다. 그러나 경상남도 일부 지역에서는 '-꼬'가 생략되고 '하' 발음이 약화되어 '-라다'의 형식으로 나타난다.
- 머라꼬예? (서울 방언: 뭐라고요?)
- 머라캣노? (서울 방언: 뭐라고 했어?)

- 머라카노? (서울 방언: 뭐라고 했어?) - 영남 전역
- 머라노? (서울 방언: 뭐라고 했어?) - 경남 일부
- 머라(카)네? (서울 방언: 뭐라고 했어?) - 경남 일부

#### 관형형
관형형 중 과거형으로서 선어말어미 ‘-앗-/-엇-’(서울 방언의 ‘-았-/-었-’에 해당)에 형재 관형형 ‘-넌’(서울 방언의 ‘-는’에 해당)이 붙은 ‘-앗넌/-엇넌’이란 형식이 있다.
- 밥 무웃넌 사람 (서울 방언: 밥을 먹은 사람)

## 어휘
어중에 ‘ㅂ, ㅅ’이 나타나는 단어 중 몇몇은 옛 시대의 특징을 유지한 것이다. 이들은 중세 한국어에서 ‘ㅸ, ㅿ’으로 나타나는 것들이다.
| 서울 방언 | 동남 방언 | 중세 한국어 |
| --------- | --------- | ----------- |
| 새우      | 새비      | 사ᄫᅵ        |
| 무우      | 무시      | 무ᅀᅮ        |

중세 한국어 모음 ‘ㆍ’(아래아)는 서울 방언에서 일반적으로 ‘ㅏ’로 합류되었는데 동남 방언에서는 그 중 순음 직후에 있는 것이 ‘ㅗ’와 합류되는 경우가 있었다.
| 서울 방언 | 동남방언 | 중세 한국어 |
| --------- | -------- | ----------- |
| 팔        | 폴       | ᄑᆞᆯ          |
| 빠르다    | 뽀리다   | ᄲᆞᄅᆞ다      |

방언 고유 어휘로는 다음과 같은 것이 있다. 그 중 몇몇은 서남 방언(전라도 방언)과 공통된다.
| 서울 방언 | 동남 방언 |
| --------- | --------- |
| 사내아이  | 머시마    |
| 계집아이  | 가시나    |
| 대걸레    | 밀대      |

동남 방언에서의 ‘밀대’는 서울 방언과 다른 뜻으로 쓰인다.

동남 방언에만 존재하는 어휘로는 '들러 붙어 귀찮게 하다'는 의미의 앵기다나 '멋있고 보기 좋다'는 의미의 까리하다 등이 있다. 또한 특유의 친족 어휘는 경상도에 본적을 두는 재일교포나 재중동포 사이에서도 많이 사용된다.
| 서울 방언          | 동남 방언     |
| ------------------ | ------------- |
| 아버지             | 아부지        |
| 할아버지           | 할배, 할바이  |
| 할머니             | 할매, 할마이  |
| 어머니             | 어무이        |
| 삼촌, 아저씨       | 아제, 아지벰  |
| 고(이)모, 아주머니 | 아지메,아주멤 |

## 사회적 인식
동남 방언은 소백산맥으로 고립된 지리적 특성상 제주 방언과 마찬가지로 다른 방언에서 사라진 중세 국어의 성조가 남아있다는 설도 있지만 중세 국어에 그저 악센트가 있던 것인지 성조가 있던 것인지는 문헌적 기록 등 증거가 부족하며 겨우 높낮이의 강세로 단어의 의미가 달라지는 성조가 존재했다는 것에는 회의적이다. 성조가 있었다는 것에 비판적인 설도 지지받고 있으며 동남 방언은 성조가 아니며 높낮이 강세가 있다고 주장한다. 예를 들어 북한의 서북 사투리나 전라도 사투리, 일본의 관서 지방 사투리도 동남 방언처럼 높낮이 강세가 있으나 이것을 성조라고 하지 않는다. 동남 방언은 수도권 지역으로 이주하거나 사회적 이유로 표준 말투의 사용을 요구받는 경우, 수도권 말씨에 적응하는 편이기는 하나, 원 방언의 특징이 잘 남아있어 화자들은 서부 지역의 방언 화자들과 다르게 무뚝뚝하면서 딱딱한 억양을 지닌다는 분석도 있다.
대중에게는 “머라카노”, “우야꼬” 등 동남 방언은 일본어와 비슷하게 들린다고 인식되기도 한다. 서울말이나 서남 방언은 발음을 길고 짧게 하는 장단(長短) 언어이지만, 동남 방언은 음의 높낮이가 있는 성조(聲調) 언어로 서남 방언 화자들이 표준어에 쉽게 적응하는 반면 경상도 사람들은 억양을 바꾸기 어려운 이유이다.

## 지역별 차이
경상도는 대한민국 남동부에 위치한 광역 행정구역으로, 면적이 타이완 섬과 유사할 정도로 광범위하다. 이러한 지리적 특성으로 인해 지역 내에서도 다양한 방언적 변이를 보인다. 일반적으로 경상도 사투리는 경상북도 사투리(경북 방언)과 경상남도 방언(경남 방언)으로 대별되며, 각 도(道) 내에서도 하위 지역 간 언어적 차이가 뚜렷하게 나타난다.구체적인 차이를 든다면, 대구광역시를 중심으로 하는 경상북도는 단어의 한 자 한 자를 띄어서 발음하고, 경상남도와 부산광역시의 경우에는 단어의 한 자 한 자를 붙여서 발음한다. 그러나 이러한 차이가 반드시 경북-경남 경계와 일치하는 것은 아니다.
또한 동남 방언과 인접한 방언이 섞인 중간 방언적 특징이 드러나는 지역들도 있는데 예를 들어 문경 지역 방언의 경우 충북과 경계가 맞닿아 있어서 간혹 충청도 방언과 섞이기도 한다. 강원도 강릉이면 이북 억양같이 굉장히 억세지만 삼척시의 경우 동남 방언과 혼재돼 있는데, 영동 방언에 속하기도 하고 동남 방언(경상 방언)에 속해 전이 지대로 불리기도 한다.
| 표준어    | 부산      | 진주      | 남해      | 대구      | 영주      | 김천      | 울진      | 안동      |
| --------- | --------- | --------- | --------- | --------- | --------- | --------- | --------- | --------- |
| 뭐야?     | 뭑고?     | 뭐네?     | 뭑고      | 뭑고?     | 뭐로?     | 모여?     | 모노?     | 뭑고?     |
| ~(하)세요 | ~(하)이소 | ~(하)이소 | ~(하)시다 | ~(하)이소 | ~(하)세이 | ~(하)이소 | ~(하)이소 | ~(하)세이 |
| 그거야?   | 그거가?   | 그거가?   | 그거가?   | 그거가?   | 그거라?   | 그거라?   | 그거나?   | 그거가?   |
| ~(해)버려 | ~(해)뿌라 | ~(해)삐라 | ~(해)삐라 | ~(해)뿌라 | ~(해)부래 | ~(해)부래 | ~(해)뻐래 | ~(해)부래 |

## 같이 보기
- 방언학

## 참고 문헌
- 김영송(1977) 〈경남 방언 [3] 음운〉, 《한글》 159, 한글 학회
- 나진석(1977) 〈경남 방언 [2] 말본〉, 《한글》 159, 한글 학회
- 方言硏究會(2001) 《方言學辭典》, 태학사
- 이기갑(2003) 《국어 방언 문법》, 태학사
- 河野六郎(1945;1979) 〈朝鮮語方言學試攷―「鋏」語考―〉, 《河野六郎著作集1》, 平凡社